# 罗库阿国家公园
罗库阿国家公园（芬蘭語：Rokuan kansallispuisto）是芬蘭的一處國家公園，位於北博滕區和凱努區。羅庫阿國家公園地處罗库阿山的南側，是天然松樹林的生長地。